# Comuna Ivanivka, raionul Vinnîțea, regiunea Vinnița
Ivanivka (în ucraineană Іванівка) este o comună în raionul Vinnîțea, regiunea Vinnița, Ucraina, formată din satele Ivanivka (reședința) și Țvijîn.

## Demografie
Componența lingvistică a satului Ivanivka
     Ucraineană (98,02%)
     Rusă (1,87%)
     Alte limbi (0,12%)
Conform recensământului din 2001, majoritatea populației satului Ivanivka era vorbitoare de ucraineană (98,02%), existând în minoritate și vorbitori de rusă (1,87%).